# بيتر لوكزاك
بيتر لوكزاك (بالإنجليزية: Peter Luczak)‏ هو لاعب كرة مضرب أسترالي.

## وصلات خارجية
- بيتر لوكزاك على موقع رابطة محترفي التنس (الإنجليزية)
- بيتر لوكزاك على موقع الاتحاد الدولي لكرة المضرب (الإنجليزية)
- بيتر لوكزاك على موقع كأس ديفيز (الإنجليزية)
- بيتر لوكزاك على موقع اتحاد التنس الأسترالي (الإنجليزية)
- بيتر لوكزاك على موقع خلاصة التنس.كوم (الإنجليزية)
- بيتر لوكزاك على موقع إي إس بي إن.كوم (الإنجليزية)
- بيتر لوكزاك على موقع اتحاد ألعاب الكومنولث (مؤرشف) (الإنجليزية)

- معلومات عن اللاعب